# Sheper
Sheper je obec v okresu Gjirokastër, kraji Gjirokastër, jižní Albánii.

## Významní lidé
- Andon Zako Çajupi